# Bowmore (whiskydestilleri)
Bowmore er et whiskydestilleri i byen af samme navn på den skotske ø Islay.
Destilleriet blev grundlagt i 1779.